# Marginile lambdoide ale osului occipital
Marginile lambdoide ale osului occipital (Margo lambdoideus ossis occipitalis) sunt două margini ale solzului osului occipital, care se extind de la unghiul superior până la unghiurile laterale ale solzului,  sunt puternic dințate, și se articulează cu marginile occipitale ale oasele parietalele (Margo occipitalis ossis temporalis), cu care formează sutura lambdoidă (Sutura lambdoidea).